# Gnetum macrostachyum
Gnetum macrostachyum là một loài thực vật hạt trần trong họ Gnetaceae. Loài này được Hook.f. mô tả khoa học đầu tiên năm 1888.